# Chiesa cattolica in Perù
La Chiesa cattolica in Perù è parte della Chiesa cattolica universale, sotto la guida spirituale del Papa e della Santa Sede.
Il cattolicesimo è la religione di maggioranza ed è praticata circa dal 90% della popolazione.

## Storia
La religione cattolica è stata introdotta dai colonizzatori spagnoli ai tempi della conquista del Sudamerica e sostituì le religioni precedentemente presenti sul territorio. Le precedenti religioni erano animiste e sincretiche.

## Organizzazione territoriale
- Arcidiocesi di Lima
  - Diocesi di Callao
  - Diocesi di Carabayllo
  - Diocesi di Chosica
  - Diocesi di Huacho
  - Diocesi di Ica
  - Diocesi di Lurín

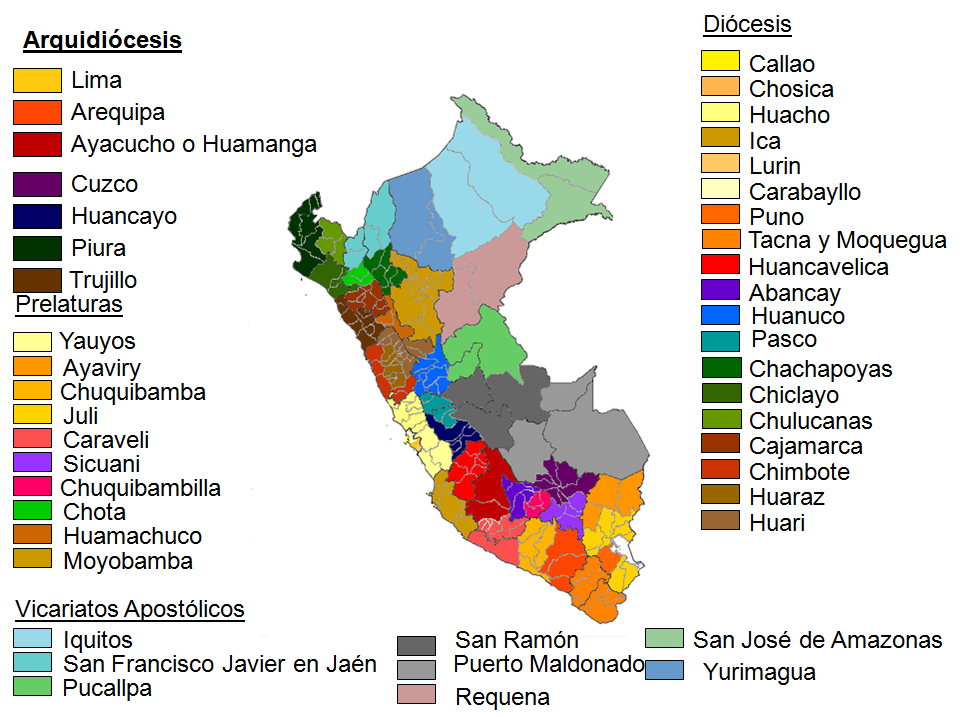
Mappa delle giurisdizioni ecclesiastiche del Perù.

  - Prelatura territoriale di Yauyos

- Arcidiocesi di Arequipa
  - Prelatura territoriale di Ayaviri
  - Prelatura territoriale di Chuquibamba
  - Prelatura territoriale di Juli
  - Prelatura territoriale di Santiago Apóstol de Huancané
  - Diocesi di Puno
  - Diocesi di Tacna e Moquegua

- Arcidiocesi di Ayacucho
  - Prelatura territoriale di Caravelí
  - Diocesi di Huancavelica

- Arcidiocesi di Cusco
  - Prelatura territoriale di Chuquibambilla
  - Diocesi di Abancay
  - Diocesi di Sicuani

- Arcidiocesi di Huancayo
  - Diocesi di Huánuco
  - Diocesi di Tarma

- Arcidiocesi di Piura
  - Diocesi di Chachapoyas
  - Diocesi di Chiclayo
  - Prelatura territoriale di Chota
  - Diocesi di Chulucanas

- Arcidiocesi di Trujillo
  - Diocesi di Cajamarca
  - Diocesi di Chimbote
  - Prelatura territoriale di Huamachuco
  - Diocesi di Huaraz
  - Diocesi di Huari
  - Prelatura territoriale di Moyobamba

- Vicariato apostolico di Yurimaguas
- Vicariato apostolico di San Ramón
- Vicariato apostolico di San José del Amazonas
- Vicariato apostolico di Requena
- Vicariato apostolico di Puerto Maldonado
- Vicariato apostolico di Pucallpa
- Vicariato apostolico di Jaén in Perù o San Francisco Javier
- Vicariato apostolico di Iquitos

- Ordinariato militare in Perù

L'episcopato del Paese è riunito nella Conferencia Episcopal Peruana, il cui attuale presidente è Héctor Miguel Cabrejos Vidarte, O.F.M., arcivescovo di Trujillo.
- Cardinali peruviani:
  - Juan Luis Cipriani Thorne, arcivescovo emerito di Lima.
  - Pedro Ricardo Barreto Jimeno, S.I., arcivescovo emerito di Huancayo.
  - Carlos Castillo Mattasoglio, arcivescovo di Lima.

## Nunziatura apostolica
Nel 1829 fu istituita la delegazione apostolica del Perù. Fino al 1836 ebbero giurisdizione sul Paese come delegati apostolici i rappresentanti pontifici in Brasile. Subentrarono, dal 1836 al 1861 i rappresentanti pontifici in Colombia, cui seguirono, dal 1861 al 1877, i rappresentanti pontifici in Ecuador. Nel 1877 furono istituite relazioni diplomatiche fra la Santa Sede ed il Perù, con la nascita dell'internunziatura apostolica di Perù e Bolivia. Il 20 luglio 1917 fu istituita la nunziatura apostolica a Lima.

### Delegati apostolici
- Lorenzo Barili † (26 maggio 1851 - 17 giugno 1856 dimesso)
- Mieczysław Halka Ledóchowski † (17 giugno 1856 - 25 luglio 1861 dimesso)
- Francesco Tavani † (25 luglio 1861 - 18 luglio 1869 dimesso)
- Serafino Vannutelli † (23 luglio 1869 - 10 settembre 1875 nominato nunzio apostolico in Belgio)

### Internunzi apostolici
- Mario Mocenni † (14 agosto 1877 - 28 marzo 1882 nominato internunzio apostolico in Brasile)
- Cesare Sambucetti † (18 aprile 1882 - 29 novembre 1883 nominato internunzio apostolico in Brasile)
- Beniamino Cavicchioni † (21 marzo 1884 - 4 agosto 1889 nominato ufficiale della Congregazione dei vescovi e regolari)
- Giuseppe Macchi † (12 aprile 1889 - 26 ottobre 1897 nominato internunzio apostolico in Brasile)
- Pietro Gasparri † (26 marzo 1898 - 23 aprile 1901 nominato segretario della Congregazione per gli affari ecclesiastici straordinari)
- Alessandro Bavona † (17 luglio 1901 - 13 novembre 1906 nominato nunzio apostolico in Brasile)
- Angelo Maria Dolci † (7 dicembre 1906 - settembre 1910 dimesso)
- Angelo Giacinto Scapardini, O.P. † (23 settembre 1910 - 4 dicembre 1916 nominato nunzio apostolico in Brasile)
- Lorenzo Lauri † (5 gennaio 1917 - 20 luglio 1917 nominato nunzio apostolico)

### Nunzi apostolici
- Lorenzo Lauri † (20 luglio 1917 - 25 maggio 1921 nominato nunzio apostolico in Polonia)
- Giuseppe Petrelli † (27 maggio 1921 - 24 dicembre 1926 dimesso)
- Serafino Cimino, O.F.M. † (13 aprile 1926 - 4 maggio 1928 deceduto)
- Gaetano Cicognani † (15 giugno 1928 - 13 giugno 1936 nominato nunzio apostolico in Austria)
- Fernando Cento † (26 luglio 1936 - 9 marzo 1946 nominato nunzio apostolico in Belgio)
- Luigi Arrigoni † (31 maggio 1946 - 6 luglio 1948 deceduto)
- Giovanni Panico † (28 settembre 1948 - 14 novembre 1953 nominato nunzio apostolico in Canada)
- Francesco Lardone † (21 novembre 1953 - 30 giugno 1959 nominato delegato apostolico in Turchia)
- Romolo Carboni † (2 settembre 1959 - 26 aprile 1969 nominato nunzio apostolico in Italia)
- Luigi Poggi † (21 maggio 1969 - 1º agosto 1973 dimesso)
- Carlo Furno † (1º agosto 1973 - 25 novembre 1978 nominato nunzio apostolico in Libano)
- Mario Tagliaferri † (15 dicembre 1978 - 20 luglio 1985 nominato nunzio apostolico in Spagna)
- Luigi Dossena † (30 dicembre 1985 - 2 marzo 1994 nominato nunzio apostolico in Slovacchia)
- Fortunato Baldelli † (23 aprile 1994 - 19 giugno 1999 nominato nunzio apostolico in Francia)
- Rino Passigato (17 luglio 1999 - 8 novembre 2008 nominato nunzio apostolico in Portogallo)
- Bruno Musarò (5 gennaio 2009 - 6 agosto 2011 nominato nunzio apostolico a Cuba)
- James Patrick Green (15 ottobre 2011 - 6 aprile 2017 nominato nunzio apostolico in Svezia e Islanda)
- Nicola Girasoli (16 giugno 2017 - 2 luglio 2022 nominato nunzio apostolico in Slovacchia)
- Paolo Rocco Gualtieri, dal 6 agosto 2022

## Conferenza episcopale

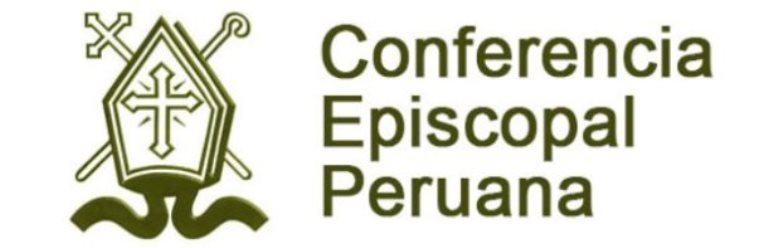
Logo della Conferenza episcopale peruviana.

La Conferenza è uno dei membri del Consiglio episcopale latinoamericano (CELAM).
Elenco dei presidenti della Conferenza episcopale peruviana:
- Cardinale Juan Landázuri Ricketts, O.F.M. (1958 - 1988)
- Arcivescovo Ricardo Durand Flórez, S.I. (1988 - 1991)
- Vescovo José Antonio Dammert Bellido (1991 - 1992)
- Cardinale Augusto Vargas Alzamora, S.I. (1993 - 1999)
- Vescovo Luis Armando Bambarén Gastelumendi, S.I. (1999 - 2003)
- Vescovo José Hugo Garaycoa Hawkins (settembre 2003 - 2006)
- Arcivescovo Héctor Miguel Cabrejos Vidarte, O.F.M. (2006 - gennaio 2012)
- Arcivescovo Salvador Piñeiro García-Calderón (gennaio 2012 - 8 marzo 2018)
- Arcivescovo Héctor Miguel Cabrejos Vidarte, O.F.M. (8 marzo 2018 - 22 gennaio 2025)
- Vescovo Carlos Enrique García Camader, dal 22 gennaio 2025

Elenco dei vicepresidenti della Conferenza episcopale peruviana:
- Arcivescovo Héctor Miguel Cabrejos Vidarte, O.F.M. (2000 - 2006)
- Arcivescovo José Paulino Ríos Reynoso (2006 - 2009)
- Cardinale Juan Luis Cipriani Thorne (2009 - gennaio 2012)
- Cardinale Pedro Ricardo Barreto Jimeno, S.I., (gennaio 2012 - 24 agosto 2024)
- Vescovo Carlos Enrique García Camader (24 agosto 2024 - 22 gennaio 2025)
- Vescovo Jorge Enrique Izaguirre Rafael, C.S.C., dal 22 gennaio 2025

Elenco dei secondi vicepresidenti della Conferenza episcopale peruviana:
- Cardinale Juan Luis Cipriani Thorne (2006 - 2009)
- Arcivescovo Salvador Piñeiro García-Calderón (2009 - 2012)
- Arcivescovo Javier Augusto Del Río Alba (gennaio 2012 - 8 marzo 2018)
- Vescovo Robert Francis Prevost, O.S.A. (8 marzo 2018 - 30 gennaio 2023)
- Vescovo Carlos Enrique García Camader (23 agosto 2023 - 24 agosto 2024)
- Vescovo Luis Alberto Barrera Pacheco, M.C.C.J., dal 24 agosto 2024

Elenco dei segretari generali della Conferenza episcopale peruviana:
- Arcivescovo Augusto Vargas Alzamora, S.I. (1982 - 1991)
- Vescovo Héctor Miguel Cabrejos Vidarte, O.F.M. (1993 – 1995)
- Vescovo Luis Armando Bambarén Gastelumendi, S.I. (1996 - 1997)
- Vescovo Juan José Larrañeta Olleta, O.P. (2002 - 2008)
- Vescovo Lino Mario Panizza Richero, O.F.M.Cap. (2008 - 2011)
- Vescovo Fortunato Pablo Urcey, O.A.R. (gennaio 2012 - 18 gennaio 2017)
- Vescovo Norbert Klemens Strotmann Hoppe, M.S.C. (18 gennaio 2017 - 18 gennaio 2023)
- Vescovo Lizardo Estrada Herrera, O.S.A. (18 gennaio 2023 - 23 agosto 2023)
- Presbitero Guillermo Inca Pereda, O.S.I. (23 agosto 2023 - 13 novembre 2024)
- Vescovo Antonio Santarsiero Rosa, O.S.I., dal 13 novembre 2024